# 헤로데스 아티쿠스 극장

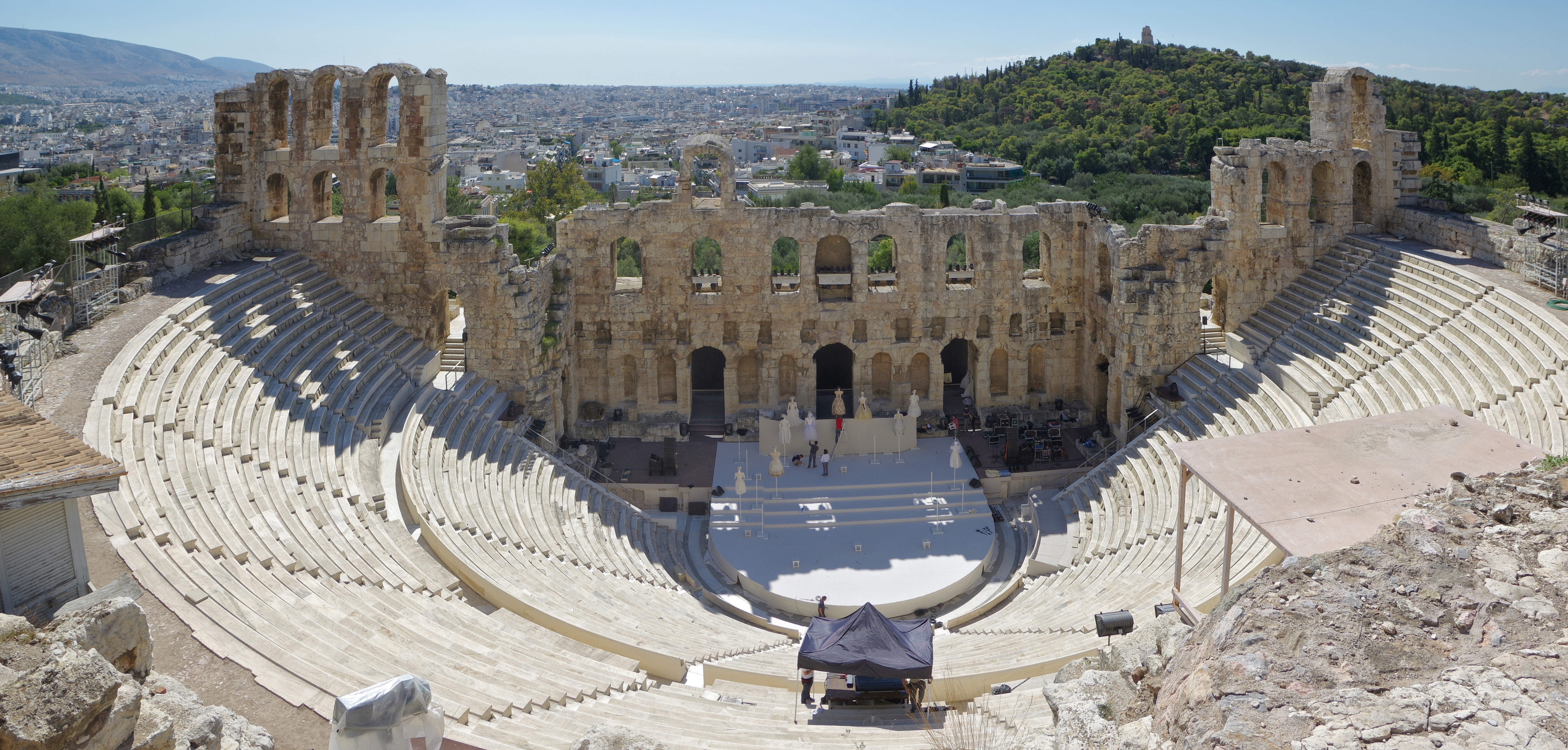
헤로데스 아티쿠스 극장

헤로데스 아티쿠스 극장(그리스어: Ωδείο Ηρώδου του Αττικού)은 그리스 아테네 아크로폴리스 남서 기슭에 있는 야외 음악당이자 극장이다.